# Tardorrománico
El tardorrománico es la tercera etapa del arte románico dispuesta así por la historiografía del románico. Cronológicamente se distribuye desde el final del románico pleno (segunda mitad del XII) hasta el primer cuarto del siglo XIII en que comienza a triunfar el arte gótico. Esta época es la de mayor actividad de construcción de monasterios de los monjes cistercienses.

## Características
Comienzan a aparecer los arcos apuntados, al principio como simple recurso constructivo y más tarde como arte ornamental. Casi todas las iglesias de los monasterios del Císter se construyen con estos arcos al mismo tiempo que se siguen usando los pesados contrafuertes y las arquerías de medio punto propias del pleno románico.
Se detecta una inspiración directa en las obras de la Antigüedad así como valores estéticos bizantinos junto con un naturalismo idealizado demostrado en el interés por la Naturaleza.
Esta evolución en el arte, se puede ver también en la escultura. Poniendo como ejemplo, el Pórtico de la Gloria de la catedral de Santiago de Compostela, que posee unas características que permiten considerarla como obra románica de transición al gótico.
Frente a la estatua-columna del románico primero, se pueden ver un cambio en la proporción de los personajes, y una comunicación entre ellos. La figura del románico tardío comienza un proceso de individualización por el cual cada una adquiere una serie de características, tales como la disposición de sus vestidos, o los rasgos de sus rostros.
- Datos: Q6138983